# Midnight Boom
Midnight Boom to trzeci album zespołu The Kills, wydany 10 marca 2008 roku przez Domino Records (17 marca 2008 roku w Stanach Zjednoczonych). Został nagrany w Benton Harbor, MI. Tytuł "Midnight Boom" odnosi się do momentu wschodu księżyca. 

## Lista utworów
1. "U.R.A. Fever"
2. "Cheap and Cheerful"
3. "Tape Song"
4. "Getting Down"
5. "Last Day of Magic"
6. "Hook and Line"
7. "Black Balloon"
8. "M.E.X.I.C.O."
9. "Sour Cherry"
10. "Alphabet Pony"
11. "What New York Used to Be"
12. "Goodnight Bad Morning"
13. "Night Train" (utwór dodatkowy w edycji angielskiej)